# Barrancas del Cobre
Les Barrancas del Cobre sont un ensemble de six gorges de la sierra Madre occidentale, au sud-ouest de l’État de Chihuahua au Mexique. Six cours d’eau drainent la portion occidentale de la Sierra Tarahumara avant de se jeter dans le río Fuerte, puis dans le golfe de Californie. L’ensemble tire son nom de la couleur de la roche, allant du verdâtre au cuivré.

## Géographie

### Climat
En basse altitude, le climat est de type subtropical, avec des températures douces toute l’année. À 2 500 m, le climat est de type alpin à tempéré. La période la plus chaude de l’année court d’avril à juin, avec des températures régulièrement supérieures à 30 °C et de fréquentes sécheresses. Les pluies peuvent, en revanche, devenir torrentielles dès juillet.

### Faune et flore
La région connaît vingt-trois espèces de pins et deux cents espèces de chênes. Les sapins de Douglas recouvrent les hauts plateaux tandis que les chênes occupent les altitudes plus basses mais la déforestation menace de nombreuses essences. Pendant la saison des pluies, de juillet à octobre, les canyons se couvrent de fleurs sauvages. Buissons et broussailles, qui résistent bien à la sécheresse, garnissent les falaises. Le fond des canyons, plus humide, abrite des ficus et des palmiers.
Les cougars se cachent dans les zones les plus reculées et ne sont que difficilement visibles.
L’augmentation de la population humaine et le développement du tourisme exercent de fortes pressions sur l’écosystème et le mode de vie indigène. L’agriculture, la pâture et l’abattage des arbres pour le combustible et la confection de meubles accélèrent le phénomène d’érosion. Le pic impérial et le loup du Mexique y ont disparu.
L’exploitation à ciel ouvert de mines de cuivre et d’or est source de pollution atmosphérique et détruit l’écosystème de la grenouille de Tarahumara. Des barrages ont été construits sur tous les cours d’eau, provoquant des pénuries d’eau chez les habitants des zones désertes environnantes ainsi que d’importants dommages sur les forêts et habitats tropicaux.
L’État fédéral mexicain a établi un parc national, le Parc national des Barrancas del Cobre, englobant les municipalités de Batopilas, Bocoyna, Guachochi et Urique, mais la protection effective des espèces menacées demeure très faible.

## Population

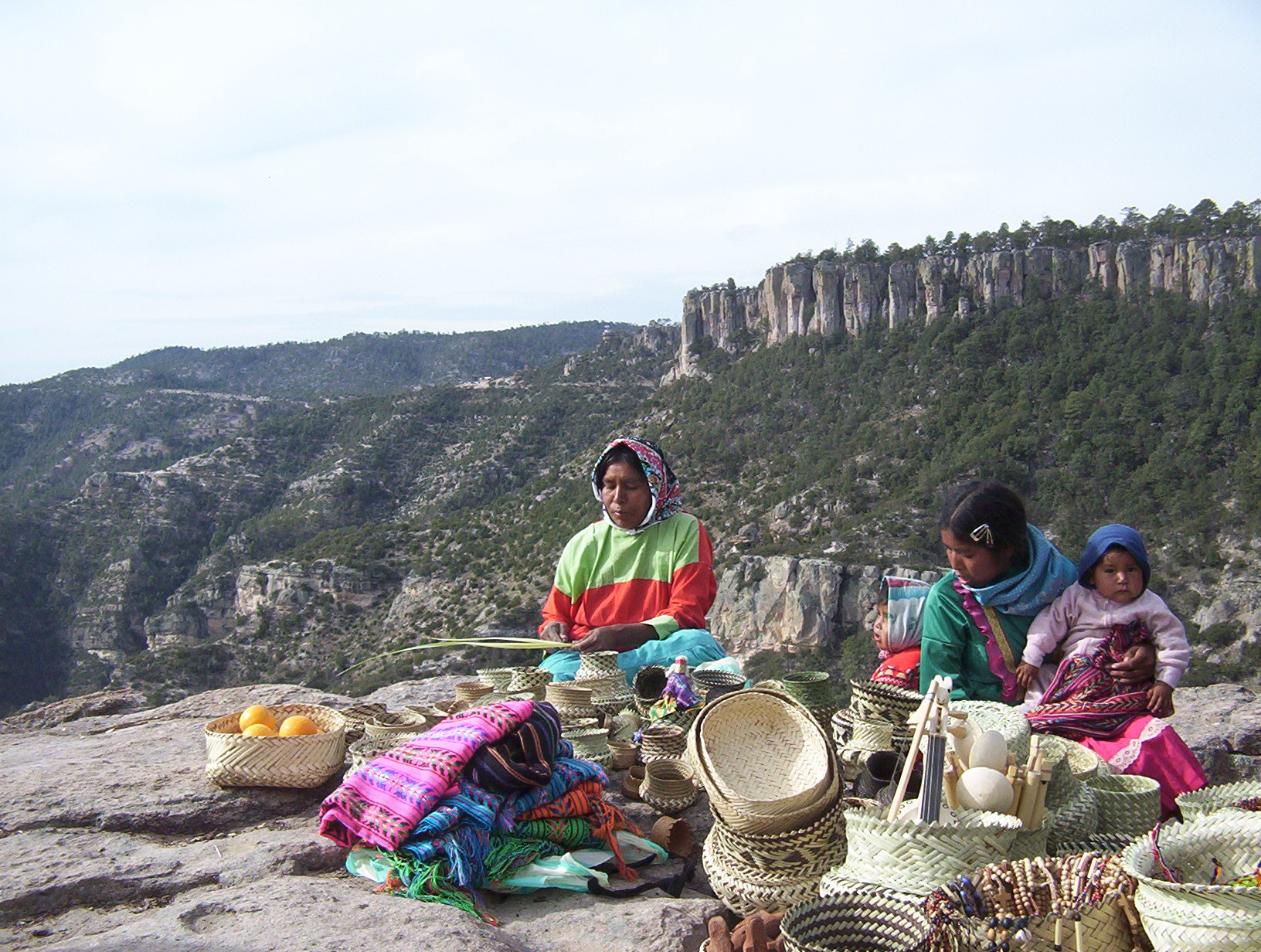

Les Tarahumara ou Rarámuri sont les premiers habitants des Barrancas del Cobre. Leur nombre est estimé entre 35 000 et 70 000 personnes. La plupart passent l’été en altitude et l’hiver en plaine, où le climat est plus doux. Au fil des siècles, ils se sont isolés dans des endroits de plus en plus reculés, loin des routes d’accès, afin de préserver leur culture et leur indépendance. Lors de leurs migrations saisonnières et pour communiquer entre eux, ils parcourent fréquemment de grandes distances et de forts dénivelés au pas de course. Ils pratiquent également la course à pied dans leurs loisirs, notamment lors de grands rassemblements où ils jouent au rarajipari, un jeu consistant à dribbler une balle de bois le long des sentiers bordant les canyons. 
Chaque année depuis 2003, le Copper Canyon Ultramarathon réunit les Tarahumara aux meilleurs coureurs d'ultrafond sur un parcours de 80 kilomètres de pistes et de sentiers.

## Transports

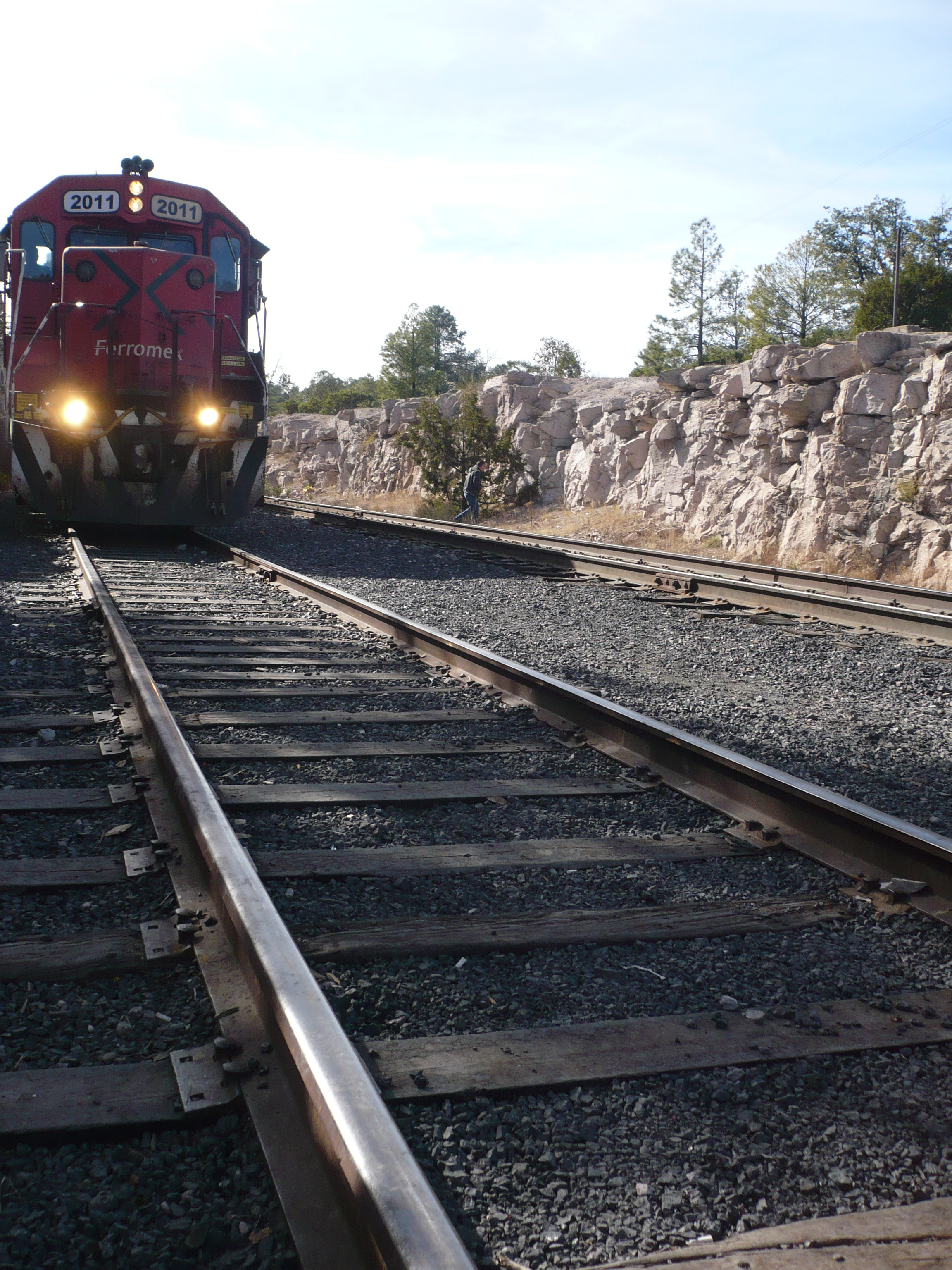

Une ligne de chemin de fer, le Ferrocarril Chihuahua al Pacífico ou ChePe, longe le canyon principal, dit canyon d’Urique entre Chihuahua et Los Mochis, sur le golfe de Californie.